# Shin Megami Tensei: Strange Journey
Shin Megami Tensei: Strange Journey (真・女神転生 STRANGE JOURNEY?  "Den sanna gudinnans återfödelse: Märklig resa") är ett datorrollspel som utvecklades av Atlus-studion Maniacs Team i ett samarbete med Lancarse, och gavs ut till Nintendo DS den 8 oktober 2009. Spelet är den fjärde delen i spelserien Shin Megami Tensei, som i sin tur är en del av den större serien Megami Tensei.

## Handling

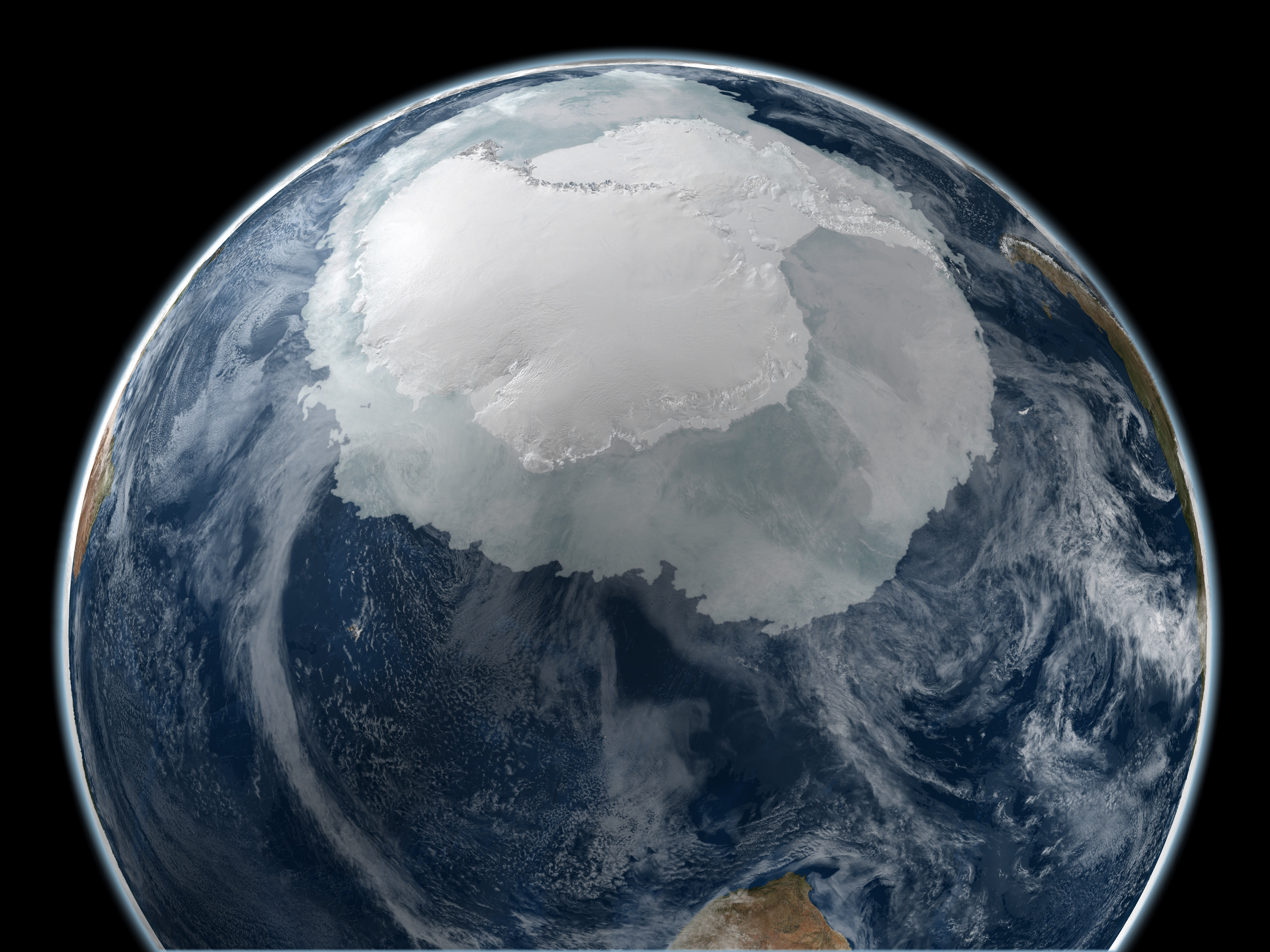
Spelet utspelar sig på Antarktis.

Till skillnad från övriga Shin Megami Tensei-spel, som utspelar sig i Japan, utspelar sig Strange Journey på Antarktis, där en atom-kollaps har inträffat, vilket leder till ett fenomen som kallas "Schwarzwelt" - ett svart tomrum som expanderar och riskerar att svälja hela jorden. Som svar skickar Förenta nationerna ut forskare och militärer från runt om i världen till Antarktis för att undersöka vad som försiggår. När militär- och forskartrupperna har anlänt upptäcker de att Schwarzwelt är fullt av demoner som har för avsikt att invadera människovärlden.

## Utveckling
Spelet använder sig av spelmotorn från spelserien Etrian Odyssey.

## Lansering
Atlus gav ut spelet till Nintendo DS den 8 oktober 2009 i Japan, och den 23 mars 2010 i Nordamerika. I Nordamerika inkluderade alla exemplar av spelet som skickades ut inför lanseringen en soundtrack-CD; personer som förhandsbeställde spelet på Gamestop fick även en Strange Journey-plansch.
Spelet har åldersrekommendationerna C (18 år) i Japan och M (17 år) i Nordamerika.

## Mottagande
| Mottagande      | Mottagande          |
| Samlingsbetyg   | Samlingsbetyg       |
| Tjänst          | Betyg               |
| --------------- | ------------------- |
| Gamerankings    | 80,60%              |
| Metacritic      | 80/100              |
| Recensionsbetyg |                     |
| Publikation     | Betyg               |
| Famitsu         | 36/40 (10, 9, 9, 8) |

Spelet har fått positiv kritik, både i Japan och internationellt. Recensionssammanställnings-sidorna Gamerankings och Metacritic gav betygen 90,60% respektive 80/100, baserat på 24 respektive 26 recensioner. Den japanska speltidningen Famitsu gav spelet betyget 36/40, bestående av delbetygen 10, 9, 9 och 8; vid recensionstillfället var detta det bästa betyg som något Shin Megami Tensei-spel hade fått av tidningen.
Spelet var 2009 års 94:e bäst säljande datorspel i Japan, med 144 047 sålda exemplar; i april 2010 hade totalt 152 000 exemplar sålts i Japan. Detta var under Atlus förväntningar; de hade förväntat sig 170 000 sålda exemplar i Japan under den perioden.